# Рудник Грюєр
Рудник Грюєр — потужний гірничодобувний майданчик на заході Австралії.
Золоторудне родовище Грюєр виявила в 2013 році компанія Gold Road Resources. Розробку організували через компанію Gruyere Gold Mine, власниками якої на паритетних засадах є сама Gold Road Resources та південноафриканська Gold Fields Ltd. Будівництво рудника почали в 2017-му, а на 2019 рік припало отримання першої продукції. Роботи ведуться відкритим способом, при цьому проєктна глибина кар'єра становить 500 метрів.
Річна проєктна потужність копальні визначена як майже 11 тонн золота на рік (350 тисяч тройських унцій). Починаючи з 2019-го, фактичні показники видобутку зростали і в 2022 та 2023 роках з Грюєр вже вдалось отримати 9,8 та 10,2 тисячі тонн золота відповідно (а накопичений видобуток за 2019—2023 роки досягнув 38,6 тонни).
Станом на кінець 2024 року за копальнею рахувались залишкові запаси руди у 77 млн тонн, що містить 99 тонн золота. Крім того, ресурси для відкритої розробки за категоріями виміряні та показані оцінювали у 97 млн тонн руди та 131 тонну золота (ресурси категорії показані для потенційної підземної розробки оцінили у 15 млн тонн руди та 23 тонни золота).
Енергетичні потреби проєкту покриваються з використанням природного газу, який подали по трубопроводу Yamarna Gas Pipeline.